# Мужская сборная Кении по кабадди
Мужская национальная сборная Кении по кабадди — представляет Кению на международных соревнованиях по кабадди. Управляющей организацией является Ассоциация кабадди Кении (англ. Kenya Kabaddi Association).

## Результаты выступлений

### Чемпионаты мира (стандартный стиль)
| Год       | Победы         | Ничьи          | Поражения      | Место          |
| --------- | -------------- | -------------- | -------------- | -------------- |
| 2004—2007 | не участвовали | не участвовали | не участвовали | не участвовали |
| 2016      | 3              | 0              | 2              | 5              |

### Чемпионаты мира (круговой стиль)
| Год       | Победы         | Ничьи          | Поражения      | Место          |
| --------- | -------------- | -------------- | -------------- | -------------- |
| 2010—2011 | не участвовали | не участвовали | не участвовали | не участвовали |
| 2012      | 0              | 0              | 3              | 13             |
| 2013      | 1              | 0              | 3              | 7              |
| 2014      | не участвовали | не участвовали | не участвовали | не участвовали |
| 2016      | 2              | 0              | 3              | 7              |
| 2020      | не участвовали | не участвовали | не участвовали | не участвовали |